# Charmed (Band)
Charmed war eine kurzlebige norwegische Girlgroup.

## Werdegang
Als Gewinner des Melodi Grand Prix durften sie beim Eurovision Song Contest 2000 teilnehmen. Ihr Popsong My Heart Goes Boom erreichte in Stockholm Platz 11.
Die Mitglieder waren die Sängerinnen Oddrun Valestrand, Lise Monica Nygård und Hanne Kristine Haugsand.

## Diskografie

### Alben
| Jahr | Titel   | Höchstplatzierung, Gesamtwochen, AuszeichnungChartsChartplatzierungen (Jahr, Titel, Platzierungen, Wochen, Auszeichnungen, Anmerkungen) | Anmerkungen |
| Jahr | Titel   | NO | Anmerkungen |
| ---- | ------- | --- | ----------- |
| 2000 | Charmed | NO16 (6 Wo.)NO |             |

### Singles
| Jahr | Titel Album                | Höchstplatzierung, Gesamtwochen, AuszeichnungChartsChartplatzierungen (Jahr, Titel, Album, Platzierungen, Wochen, Auszeichnungen, Anmerkungen) | Anmerkungen |
| Jahr | Titel Album                | NO | Anmerkungen |
| ---- | -------------------------- | --- | ----------- |
| 2000 | My Heart Goes Boom Charmed | NO3 (11 Wo.)NO |             |